# Anastasija Prihodko
Anastasija Prihodko (ukrajinski: Анастасія Костянтинівна Приходько; Kijev, 21. travnja 1987.) ukrajinska je pop-rock pjevačica koja pjeva na ruskom i ukrajinskom jeziku. Izuzev Ukrajine, posebno je poznata u Rusiji gdje je 2007. pobijedila na umjetničko-glazbenom natjecanju "Star Factory", a potom je za Rusiju nastupila na Euroviziji 2009. u Moskvi. Tada je nastupila s dvojezičnom ukrajinsko-ruskom pjesmom "Mamo" (Mama) koja je u Ukrajini, Rusiji, Latviji i Finskoj postala hit.

## Biografija
Anastasija Prihodko, ili kako je njezini obožavatelji od milja zovu Nastja, rođena je u Kijevu. Njezina majka Oksana zaposlenica je u Ministarstvu kulture Ukrajine, a brat Nazar također se bavi s glazbenom produkcijom. Oca Konstatina nije vidjela od malena kada ju je napustio zajedno s majkom. Nastja je diplomirala na Kijevskom nacionalnom sveučilištu za kulturu i umjetnost. Osim što je profesionalna pjevačica, svira tri instrumenta: gitaru, flautu i glasovir. 

## Poznate pjesme
- "Группа Крови" ("Krvna grupa")
- "Всё за тебя" ("Sve za tebe")
- "Вера" ("Vjera")
- "Три зимы" ("Tri zime")
- "Безответно" (feat. Valerij Maladze); ("Bezuvjetno")
- "Мамо"; ("Mama")
- "Любила"; ("Ljubav")
- "Вспыхнет свет";
- "Твоё сердце"; (Tvoje srce)
- "По волнам"

## Vanjske poveznice
- Službene stranice Anastasije Prihodko (eng.)  Arhivirana inačica izvorne stranice od 3. svibnja 2009. (Wayback Machine)
- You Tube: Službene stranice Anastasije Prihodko